# جون أ. هوكينز
جون أ. هوكينز هو سياسي أمريكي، ولد في 27 أكتوبر 1864، وتوفي في 22 فبراير 1941. نشط حزبياً في الحزب الديمقراطي. وقد انتخب عضو مجلس ولاية نيويورك ‏.